# 한스 웨그너

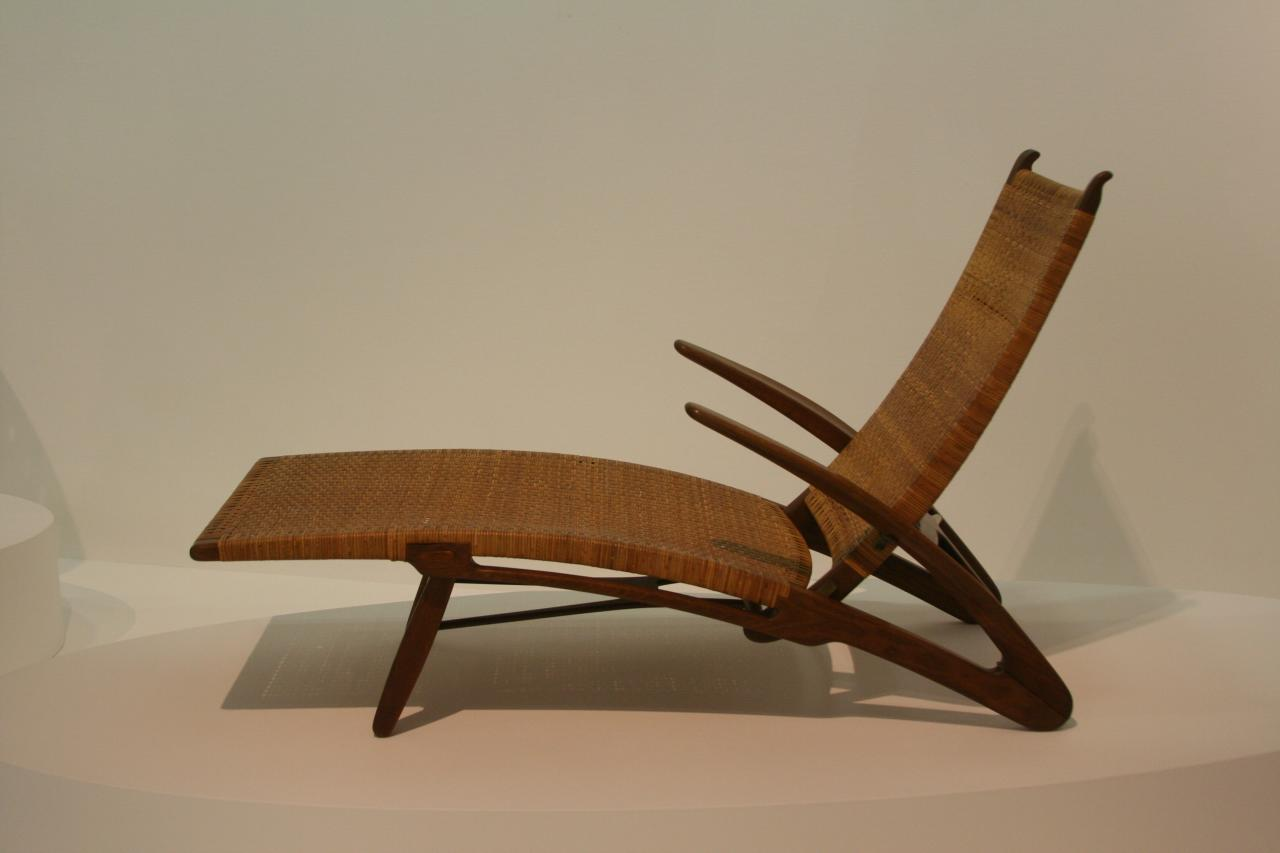
한스 웨그너의 의자

한스 J. 웨그너(Hans Jørgensen Wegner, 1914년 4월 2일 ~ 2007년 1월 26일)는 세계의 저명한 덴마크 가구 디자이너이다.
가구 직공으로 일하다가 코펜하겐의 공예학교에서 공부하였다. 1946년부터 1955년까지 코펜하겐의 강사로 있으면서 많은 가구회사의 일을 하였다.
그는 1954년 스칸디나비아 라닝상을 받았고, 1956년 엥겔벨 상을 받았다. 1958년에는 파리 유네스코 본부 회의실의 디자인을 담당하기도 하였다.
그의 대표작으로는 프린트 산세사(社)의 작품으로, 불교 선종의 곡록(曲綠)을 서구적인 디자인으로 응용한 것이 돋보였다.